# Uroleucon campanulae
Uroleucon campanulae är en insektsart som först beskrevs av Johann Heinrich Kaltenbach 1843.  Uroleucon campanulae ingår i släktet Uroleucon och familjen långrörsbladlöss. Arten är reproducerande i Sverige.

## Underarter
Arten delas in i följande underarter:
- U. c. longius
- U. c. campanulae